# ديليا بيكون
ديليا بيكون (بالإنجليزية: Delia Bacon)‏ من مواليد فبراير 1811- 2 سبتمبر 1859) هي كاتبة أمريكية، عملت بتدريس الأدب، انسحبت من الحياة العامة وإلقاء المحاضرات في عام 1845 في وقت مبكر، وبدأت البحث في أعمال شكسبير بشكل مكثف متسائلة: هل يعقل أن تكون أعمال أدبية بهذه القيمة من نتاج رجل كانت حياته كالحياة التي تنسب إلى شكسبير؟. حتى أعلنت في عام 1852 رأياً كاملاً أن هذه المسرحيات التي تحمل اسم شكسبير قد كتبت سراً بواسطة مجموعة متآلفة من عظماء ذلك العصر هم السيد فرانسيس بيكون الفيلسوف والسير والتر رالي الشاعر والمؤرخ والشاعر  إدموند سبنسر وغيرهم.
وحين أعلنت دليا بيكون رأيها استوقف ذلك الرأي المفكر الأمريكي إمرسون فطلبت منه أن يرعى رحلاتها إلى إنجلترا، لا لتبحث عن مزيد من اليقين في الكتب، بل لتحفر قبر شكسبير، فلاشك أنها ستجد السر كامناً مستخفياً فيه، وإلا فكيف خطت على القبر هذا الكلمات ذات الدلالة "ليبارك الله فيمن يحفظ هذه الأحجار ويلعن ذلك الذي يحرك عظامي" وأحالها إمرسون إلى أحد الاثرياء الذين تستهويهم الطرائف، فمنحها نفقة سفرها إلى إنجلترا وإقامتها هناك ستة شهور.

## بدايتها
أبحرت المعلمة إلى إنجلترا، وفي قرية شكسبير ألقت رحالها وغاصت في سجلات الكنيسة والقرية. وتيقنت دليا بيكون من السجلات أن والد شكسبير كان تاجرا صغيراً وأن زواجه من آن هاتاوي كان على عجلة، وأن السجلات تشير إليه بعد ذلك كممثل متقاعد ومالك لبيت طيب وضيعة في ستراتفورد. 
أما وصيته فقد أوصى بسريره لزوجته وببعض المال لخاصته، دون ذكر لحق في كتب أو مؤلفات أو خزانة تحوي كتب فلسفة أو التراث القديم كما كان يرد في وصايا ذلك الزمان.
وهنا تدعمت نظرتها في نفسها، وكانت تجيب على أولئك الذين يذكرونها بأن بعض معاصري شكسبير كتبوا عنه كشاعر بحجة واضحة هي "إني أعرف أن هنري شيتل وفرانسيس ميرز، بل والناقد العظيم بن جونسون قد كتبوا عنه وأشادوا بشعره ولكنهم لو تدرون لم يتكلموا عن الرجل المسمى وليم شكسبير، بل عن تلك المجموعة من العظماء التي كتبت هذه المسرحيات واختارت لنفسها قناع وليم شكسبير، فلقد كانوا يحيون بعضهم بعضاً من خلاله وكأنهم يعلنون أنهم يدركون أصول اللعبة التي لا تخفى على أحد من المثقفين، وإن خفيت على الملكة اليزابيث ذاتها، وإلا فإني أرجوكم أن تدلوني متى تعلم هذا الشكسبير التاريخ، ومتى قرأ آثار الإغريق، ومتى تعلم آداب البلاط وتقاليد الفروسية! ومتى حصل على قدر من العلم بالقانون والطب والشؤون الحربية، وكيف يتسنى له ذلك كله، وهو يكتب مسرحيتين كل عام، وهل وجدتم في أوراقه مخطوطاً لإحدى مسرحياته بخطه هو، وهل وجدتم خطاباً لناشر أو كاتب زميل أو ناقد
أو ممثل".

## قبر شكسبير
مرت أيامها في لندن حتى جاوزت أربع سنوات أتمت فيها كتابها في أضيق حال وأعسر عيش، حتى سنحت لها فرصة إزاحة الأحجار عن قبر شكسبير بحثاً وراء سره، ولكنها حين وقفت أمام القبر وحدها متواطئة مع راعي كنيسة القرية لم تجد الجرأة على المضي في قصدها بل خانتها يداها المرتعدتان، وهمست لنفسها أن الكتاب يكفي لإثبات حجتها، وهكذا انتصرت عليها لعنة شكسبير. وصدر الكتاب في أبريل 1857 بعد واحد وأربعين ومائتي عام من موت شكسبير وكان عدد صفحاته يجاوز التسعمائة صفحة، تدور كلها حول إثبات نظريتها المثيرة. والكتاب في صفحاته الأولى يبدو كأنه لون من التاريخ السري لجماعة من المثقفين ممن كانوا قريبي الصلة بالبلاط الإنجليزي، ولكنهم في الوقت ذاته كانوا حريصين على أن ينشروا آراءهم المتحررة، فاتفقوا على إقامة مائدة مستديرة أدبية، ورأوا استئجار شكسبير الممثل في البلاط الملكي لحمل آرائهم دون خوف من انكشاف أو مؤاخذة. ويأتي بعد ذلك الجهد العلمي الأدبي المضني في الكتاب، وهو تتبع ماورد في مسرحيات شكسبير من أفكار.
أو فلسفات أو قيم، وردها إلى أصولها في كتابات هذه الجماعة، وخاصة كتابات السير فرانسيس بيكون والسير فيليب سيدني والشاعر إدموند سبنسر.

## انتقاد الكتاب
أثار الكتاب ثائرة دارسي شكسبير من الإنجليز، وعدوه وثيقة جنون دليا بيكون. بل وثيقة جنون أمريكا التي تمثلها هذه المرأة، وهاجمته جميع الصحف الأدبية ذات الوزن، ولعل هذه المرة كانت من المرات القلائل التي لم يساعد فيها
هجوم النقاد على الكتاب في انتشاره، ويبدو أن هجوم النقاد إذا كان جامعاً
مانعاً كما حدث في هذه الحال كان صارفاً للجمهور عن النظر في الكتاب المنقود. وهكذا سقط هذا الكتاب في صوت مكتوم تحت أقدام القراء.

## روابط خارجية
- ديليا بيكون على موقع الموسوعة البريطانية (الإنجليزية)
- ديليا بيكون على موقع إن إن دي بي (الإنجليزية)